# ADS (motorfietsmerk)
ADS is een historisch Belgisch brom- en motorfietsmerk.
De bedrijfsnaam was: A.D.S. Motorcycles, Aalst.
Dit Belgische merk van A. de Smaele maakte vanaf 1949 aanvankelijk lichte motorfietsen met 98ccSachs- en ILO-tweetaktblokken. Deze eerste modellen waren nog voorzien van een parallellogramvork.
Vanaf 1951 kwamen er zwaardere modellen met een 150 cc Sachs-motor. In 1952 ging men ook bromfietsjes met 49cc-Sachs-blokjes bouwen. Er werden intussen ook telescoopvorken gebruikt, maar de meeste modellen waren ook leverbaar met rubbervering. Achtervering was bij vrijwel alle bromfietsen als optie leverbaar, waardoor de machientjes de namen "Standard" en "de Luxe" meekregen.
In 1957 werd nog een 175cc-model geïntroduceerd, ook voorzien van een Sachs-motor, maar dit was tevens het jaar dat de productie van brom- en motorfietsen werd beëindigd.